# Lysimachia pseudohenryi
Lysimachia pseudohenryi är en viveväxtart som beskrevs av Renato Pampanini. Lysimachia pseudohenryi ingår i släktet lysingar, och familjen viveväxter. Inga underarter finns listade i Catalogue of Life.